# I Rantzau

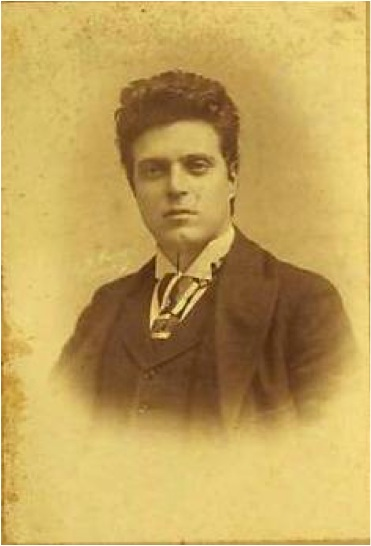
Pietro Mascagni, 1895

I Rantzau (Les Rantzau ) est un opéra en quatre actes de Pietro Mascagni (1892), basé sur un livret de Guido Menasci et Giovanni Targioni-Tozzetti, et inspiré par la pièce  Les Rantzau  (1873) des écrivains Erckmann-Chatrian, d'après leur roman (1882) Les Deux Frères.
Il a été créé au Teatro della Pergola à Florence en Italie, le 10 novembre 1892.
L'ouverture est populaire et a été enregistrée à Berlin en 1927 avec Mascagni comme chef d'orchestre. Le solo de la soprano à l'acte 1 est un exemple excellent d'un véritable air vériste, et a un impact émotionnel semblable à celui de l'œuvre du même compositeur Cavalleria rusticana. Le duo soprano/ténor  est assez impressionnant (et a été enregistré ces dernières années par Plácido Domingo et Renata Scotto), mais l'opéra est peut-être le moins repris de tous les "autres" opéras de Mascagni, avec un seul enregistrement de l'opéra entier.

## Rôles
| Rôle            | Voix          | Création, 10 novembre 1892 (chef: - ) |
| --------------- | ------------- | ------------------------------------- |
| Gianni Rantzau  | baryton       | Mattia Battistini                     |
| Giorgio         | ténor         | Fernando De Lucia                     |
| Luisa           | soprano       | Hariclea Darclée                      |
| Giacomo Rantzau | basse         | Luigi Broglio                         |
| Fiorenzo        | baryton       | Edoardo Sottolana                     |
| Giulia          | mezzo-soprano | Stefania Collamarini                  |
| Lebel           | ténor         | Giovanni Paroli (en)                  |

## Source de la traduction
- (en) Cet article est partiellement ou en totalité issu de l’article de Wikipédia en anglais intitulé « I Rantzau » (voir la liste des auteurs).